# Stati del Sacro Romano Impero (W)
Questo è un elenco degli stati del Sacro Romano Impero, inizianti per la lettera W:
| Nome | Tipologia                                                                                               | Provincia                    | Seggio | Formazione                                                    | Note |
| --- | --- | ---------------------------- | ------ | ------------------------------------------------------------- | --- |
| Waadt | Signoria                                                                                                |                              |        |                                                               | |
| Wädenswil | Signoria                                                                                                |                              |        |                                                               | |
| Wain | Signoria                                                                                                |                              |        |                                                               | |
| Waldbott von Bassenheim | 1720: Contea del Sacro Romano Impero                                                                    | Provincia dell'Alto Reno     | WF     |                                                               | 1554: Divisione nelle linee di Bassenheim, Bornheim e Gudenau |
| Waldburg Principe del Contea del Sacro Romano Impero di Waldburg ay Wolfegg e Waldsee | 1628: Contea del Contea del Sacro Romano Impero                                                         | Provincia Sveva              | SW     | XII sec.                                                      | 1183: Estinzione della prima linea dei conti di Waldburg 1424: Divisa in Waldburg-Sonnenberg, Waldburg-Trauchburg e Waldburg-Wolfegg-Zeil |
| Waldburg-Capustigall | 1686: Contea del Contea del Sacro Romano Impero                                                         |                              |        | 1504: Divisa da Waldburg-Trauchburg                           | 1745: Annessa alla Prussia |
| Waldburg-Friedburg-Scheer | |                              |        | 1612: Divisa da Waldburg-Trauchburg                           | 1717: Annessa a Waldburg-Trauchburg |
| Waldburg-Scheer | |                              |        | 1717: Divisa da Waldburg-Trauchburg                           | 1764: Annessa a Waldburg-Trauchburg |
| Waldburg-Sonnenberg | |                              |        | 1424: Divisa da Waldburg                                      | 1511: Annessa all'Austria |
| Waldburg-Trauchburg | |                              |        | 1424: Divisa da Waldburg                                      | 1504: Divisa in Waldburg-Trauchburg e Waldburg-Capustigal 1612: Divisa in Waldburg-Trauchburg e Waldburg-Friedburg-Scheer 1717: Divisa in Waldburg-Trauchburg e Waldburg-Scheer 1772: Annessa a Waldburg-Zeil |
| Waldburg-Waldburg | 1589: Contea                                                                                            |                              |        | 1589: Divisa da Waldburg-Wolfegg-Zeil                         | 1600: Divisa tra Waldburg-Wolfegg e Waldburg-Zeil |
| Waldburg-Waldsee | 1667: Contea 1803: Principato                                                                           |                              |        | 1667: Divisa da Waldburg-Wolfegg                              | |
| Waldburg-Wolfegg Conte di Wolfegg, Barone di Waldburg, Signore di Waldsee, Zeil, Wurzach e Marstetten, Kisslegg, Waltershofen, Röthsee, Prassberg e Leypolz | 1589: Contea                                                                                            |                              |        | 1589: Divisa da Waldburg-Wolfegg-Zeil                         | 1667: Divisa in Waldburg-Wolfegg e Waldburg-Waldsee 1798: Annessa a Waldburg-Waldsee |
| Waldburg-Wolfegg-Waldsee | 1803: Principato del Sacro Romano Impero                                                                |                              |        |                                                               | |
| Waldburg-Wolfegg-Zeil | 1424: Contea                                                                                            |                              |        | 1424: Divisa da Waldburg                                      | 1589: Divisa in Waldburg-Waldburg, Waldburg-Wolfegg e Waldburg-Zeil |
| Waldburg-Wurzach | 1674: Contea del Sacro Romano Impero 1803: Principato del Sacro Romano Impero                           |                              |        | 1674: Divisa da Waldburg-Zeil                                 | |
| Waldburg-Zeil | 1589: Contea 1803: Principato del Sacro Romano Impero                                                   |                              |        | 1589: Divisa da Waldburg-Wolfegg-Zeil                         | 1674: Divisa in se stessa e Waldburg-Wurzach |
| Waldburg-Zeil-Trauchburg | 1803: Principato del Sacro Romano Impero                                                                |                              |        |                                                               | |
| Waldeck Principe di Waldeck e Pyrmont, Conte di Rappolstein, Signore di Hohenack e Geroldseck am Wasgau | 1180: Contea 1349: Contea Imperiale 1682: Principato del Sacro Romano Impero 1712: Principato Imperiale | Provincia dell'Alto Reno     |        | 1137                                                          | Divisa in diverse parti Divisa in Waldeck-Eisenberg e Waldeck-Wildungen 1625: Waldeck acquisisce il Principato di Pyrmont per successione |
| Waldeck-Eisenberg | Principato                                                                                              |                              |        |                                                               | 1674/1686: Consiglio dei Principi (estinto nel 1714) |
| Waldeck-Pyrmont | Contea 1712: Principato                                                                                 |                              |        | 1706                                                          | 1807: il Principato di Waldeck-Pyrmont diventa autonomo 1868: Diventa parte della Prussia ma rimane difatti autonomo sino al 1918 |
| Waldsassen | Abbazia del Sacro Romano Impero                                                                         |                              |        |                                                               | |
| Walkenried | Abbazia                                                                                                 | Provincia dell'Alta Sassonia |        |                                                               | |
| Wallhausen | Signoria                                                                                                |                              |        |                                                               | |
| Wallis Valais | Principato Vescovile di Wallis                                                                          |                              |        |                                                               | 999: acquisito dal Re di Borgogna per i vescovi di Sion 1798: Occupazione francese 1802: Stato indipendente 1810:Occupazione francese Aderisce alla Confederazione Svizzera |
| Wallmoden | |                              |        |                                                               | Acquisisce Neustadt e Gimborn |
| Wangen im Allgäu | Città Imperiale                                                                                         | Provincia Sveva              | SW     | c1250                                                         | 1803: alla Baviera 1810: Annessa al Württemberg |
| Warburg | Città Imperiale                                                                                         | Provincia del Basso Reno     | RH     |                                                               | Ottenuta dal Vescovato di Paderborn 1622: Annessa a Braunschweig 1802: Annessa a Prussia 1807: Annessa al Regno di Vestfalia 1815: Annessa alla Prussia |
| Warmia Arcivescovato di Warmia | 1243: Vescovato 1356: Principato Vescovile del Sacro Romano Impero                                      |                              |        |                                                               | 1772: alla Prussia |
| Wartau | Signoria                                                                                                |                              |        |                                                               | |
| Wartenberg Conte del Sacro Romano Impero di Wartenberg-Roth | 1699: Contea del Sacro Romano Impero                                                                    | Provincia dell'Alto Reno     |        |                                                               | 1806: Annessa alla Vestfalia 1814: Annessa alla Prussia |
| Wasserburg | Signoria del Sacro Romano Impero                                                                        |                              |        |                                                               | |
| Weil der Stadt | Libera Città Imperiale                                                                                  | Provincia Sveva              | SW     | c1250                                                         | 1803: al Württemberg |
| Weimar | Contea                                                                                                  |                              |        | VIII o IX sec.                                                | 1100: Annessa a Orlamünde-Weimar 1365: Annessa a Meißen |
| Weingarten Principe Abate di Weingarten | 1053: Abbazia 1268: Principato Abbaziale del Sacro Romano Impero 1274: Abbazia del Sacro Romano Impero  | Provincia Sveva              |        | 1274                                                          | 1268: Principato Abbaziale sotto la protezione austriaca 1793: Consiglio dei Principi 1803: Secolarizzato al Nassau-Orange 1806: al Wurttemberg Area: 306 km² |
| Weinsberg | Signoria                                                                                                |                              |        |                                                               | c1000: Viene fondato il castello di Weinsberg come fortezza imperiale c1200: Viene fondato il villaggio di Weinsberg 1241: prima menzione di Weinsberg c1283: Weinsberg riconosciuto come città. 1/2 città ha lo status di Città Imperiale, l'altra è un possesso dei Signori di Weinsberg residenti nell'omonimo castello. 1417: Weinsberg perde il suo parziale status di Città Imperiale Weinsberg aderisce all'Unione di Weinsberg con altre 33 città imperiali 1430: L'Imperatore Sigismondo conferma lo status di Città Imperiale a Weinsberg 1440: Annessa al Palatinato<1450>Il Palatinato compra il castello di Weinsberg il Duca Ulrico di Wurttemberg conquista Weinsberg e gli viene confermata con il Trattato di Urach nel 1512 1520-1534: all'Austriaz ai Trauttmandsdorff |
| Weißenau Weissenau | 1750: Abbazia del Sacro Romano Impero                                                                   | Provincia Sveva              |        | 1089                                                          | 1793: Consiglio dei Principi 1802: Secolarizzato 1806: al Wurttemberg |
| Weißenberg Weissenberg | Abbazia                                                                                                 |                              |        |                                                               | |
| Weißenburg Wissembourg Weissenburg | Abbazia Principato Abbaziale                                                                            | Provincia dell'Alto Reno     | EC     | Unita alla diocesi di Spira                                   | 1500: Consiglio dei Principi |
| Weißenburg Wissembourg Weissenburg | Libera Città Imperiale                                                                                  | Provincia dell'Alto Reno     |        |                                                               | 1648: Annessa alla Francia |
| Weißenburg in Bayern Weissenburg in Baviera Weißenburg im Nordgau | Città Imperiale                                                                                         | Provincia di Franconia       | SW     | c1350                                                         | 1500: Provincia di Franconia 1803: alla Baviera |
| Weißenstein Weissenstein (Svizzera) | Contea                                                                                                  |                              |        | 1540: Divisa da Kronburg                                      | 1604: Annessa a Schwabeck |
| Welzheim | Signoria                                                                                                | Provincia di Franconia       |        |                                                               | 1500: Provincia di Franconia Acquisita dai Conti di Gravenitz |
| Werden Essen-Werden | |                              |        |                                                               | 1793: Consiglio dei Principi |
| Werden-Helmstädt | 809: Abbazia 877: Principato Abbaziale del Sacro Romano Impero                                          |                              |        |                                                               | 809: fondazione di Werden 827: fondazione di Helmstadt 1803: Secularizzata alla Prussia 1806: Annessa a Berg 1808: Annessa alla Vestfalia 1814: Restaurata alla Prussia |
| Werdenberg | 1230: Contea                                                                                            |                              |        | 1230: Divisa da Montfort                                      | 1260: Divisa da Werdenberg e Sargans 1308: Divisa in Werdenberg-Heiligenberg e Werdenberg-Werdenberg<1416>si estingue la linea di Vaduz dei Conti di Werdenberg; Vaduz passa ai Baroni di Brandis |
| Werdenberg-Heiligenberg | 1308: Contea del Sacro Romano Impero                                                                    |                              |        | 1308: Divisa da Werdenberg                                    | 1370: Divisa in Werdenberg-Heiligenberg, Werdenberg-Pludenz, Werdenberg-Rheineck e Werdenberg-Wartau 1413: Annessa all'Austria |
| Werdenberg-Pludenz | 1370: Contea                                                                                            |                              |        | 1370: Divisa daWerdenberg-Heiligenberg                        | 1384: Annessa all'Austria |
| Werdenberg-Rheineck | 1370: Contea                                                                                            |                              |        | 1370: Divisa da Werdenberg-Heiligenberg                       | 1389: Estinta |
| Werdenberg-Wartau | 1370: Contea                                                                                            |                              |        | 1370: Divisa da Werdenberg-Heiligenberg                       | 1428: Estinta |
| Werdenberg-Werdenberg | 1308: Contea                                                                                            |                              |        | 1308: Divisa da Werdenberg                                    | 1330: Annessa a Werdenberg-Heiligenberg |
| Werdenfels | Contea                                                                                                  |                              |        |                                                               | |
| Werle | c1235: Principato                                                                                       |                              |        | c1235                                                         | 1414: Annesso a Werle-Gustrow |
| Werle-Goldberg | 1316: Principato                                                                                        |                              |        | 1316: Divisa da Werle-Gustrow                                 | 1408: Annesso a Werle |
| Werle-Güstrow | Principato                                                                                              |                              |        | 1200s                                                         | 1316: Divisa in Werle-Gustrow e Werle-Goldberg 1337: Divisa in Werle-Gustrow e Werle-Waren 1436: Anenssa al Mecleburgo |
| Werle-Waren | 1337: Principato                                                                                        |                              |        | 1337: Divisa da Werle-Gustrow                                 | 1436: Annessa al Mecleburgo |
| Wernigerode | Contea                                                                                                  | Provincia dell'Alta Sassonia |        | 1103 1807-1813: al Regno di Vestfalia                         | 1429: si estinguono i Conti di Wernigerode; le loro terre passano in eredità agli Stolberg |
| Wertheim | Contea                                                                                                  | Provincia di Franconia       |        | 1097                                                          | 1407: Divisa in Wertheim-Breuberg e Wertheim-Wertheim 1500: Provincia di Franconia 1600: Annessa a Stolberg |
| Wertheim-Breuberg | 1407: Contea                                                                                            |                              |        | 1407: Divisa da Wertheim                                      | 1482: Divisa in Wertheim-Breuberg e Wertheim-Freudenberg 1574: Divisa in Wertheim-Breuberg e Lowenstein-Wertheim 1600: Annessa a Stolberg |
| Wertheim-Freudenberg | 1482: Contea                                                                                            |                              |        | 1482: Divisa da Wertheim-Breuberg                             | 1509: Annessa a Wertheim-Breuberg |
| Wertheim-Wertheim | 1407: Contea                                                                                            |                              |        | 1407: Divisa da Wertheim                                      | 1494: Annessa a Wertheim-Breuberg |
| Wesel | Città Imperiale                                                                                         | Provincia del Basso Reno     | RH     |                                                               | 1609: Annessa a Cleves |
| Westfalia Vestfalia | Ducato                                                                                                  |                              |        |                                                               | 1180-1803: all'Arcidiocesi di Colonia con propria costituzione e propria giurisdizione 1803: all'Asia-Darmstadt |
| Westerburg | Contea del Sacro Romano Impero                                                                          |                              |        | 1227                                                          | 1209: prima menzione di Westerburg ai Signori di Runkel per matrimonio 1597: Passata ai Leiningen 1806: a Granducato di Berg |
| Westerburg | Signoria                                                                                                |                              |        |                                                               | |
| Wettenhausen | Abbazia del Sacro Romano Impero                                                                         | Provincia Sveva              |        |                                                               | 1793: Consiglio dei Principi |
| Wetzlar | Città Imperiale                                                                                         | Provincia dell'Alto Reno     | RH     | 1180                                                          | 1803: all'arcivescovato di Ratisbona 1810: al Granducato diFrancoforte 1815: Annessa alla Prussia |
| Wiblingen | Abbazia                                                                                                 |                              |        |                                                               | |
| Wickrath Wykradt | 1488: Signoria del Sacro Romano Impero 1752: Contea del Sacro Romano Impero di Quadt-Wykradt            | Provincia dell'Alto Reno     |        | 1068: prima menzione del castello dei Signori di Wickrath     | Governata dai Signori di Broichhausen 1310: Diviene feudo dei Guelders 1488: Stato Imperiale per i Cavalieri di Hompesch 1502: ai signori di Quadt; rinominato Quadt-Wickrath 1752: Stato Imperiale con diritto di voto nel seggio dei Conti di Vestfalia 1794: Occupazione francese 1803-1806: i Conti di Quadt acquisiscono la città di Isny come ricompensa dei territori persi 1815: alla Prussia |
| Wied Conte di Wied, Isenburg e Kriechingen, Signore di Runkel, Kriching-Püttlingen e Rollingen | 1093: Contea di Wied                                                                                    | Provincia del Basso Reno     | WE     | c. 860                                                        | 1229: prima menzione del Castello di (Alt-) Wied 1243-1462: Parte del Nieder-Isenburg 1244: Estinzione della prima linea dei Conti di Wied 1462: ai Signori di Runkel 1806: ai Nassau 1815: alla Prussia Diviso molte volte |
| Wied-Neuwied Conte di Wied e Isenburg, Signore di Runkel | 1093: Contea di Wied 1784: Principato di Wied-Neuwied                                                   |                              |        |                                                               | |
| Wied-Runkel Conte di Wied, Isenburg e Kriechingen, Signore di Runkel, Kriching-Püttlingen e Rollingen | Contea                                                                                                  |                              |        |                                                               | |
| Wiesensteig | Signoria                                                                                                | Provincia Sveva              |        |                                                               | |
| Wiesentfels | 1487: Signoria                                                                                          |                              |        | 1333, come proprietà di Giech                                 | 1412: Annessa al Vescovato di Bamberga 1680: Riannessa a Giech |
| Wiesentheid | Signoria del Sacro Romano Impero                                                                        |                              |        |                                                               | 1500: Provincia di Franconia |
| Wild | Wildgraviato (Langraviato di Wild)                                                                      |                              |        | 1086, evoltosi da Nahegau                                     | Divisa molte volte vedi Wild-Rhine, con i loro rami |
| Wild-Rhine | Foresta e Rehingraviato                                                                                 |                              |        | 1361, come Wild-Rhine-Dhaun dall'unione di Wild-Dhaun e Rhine | 1499: Annessa a Salm-Dhaun |
| Wildenburg | Signoria                                                                                                |                              |        |                                                               | Discendente dai Signori di Arenberg 1418: Estinzione della linea; i territori passano agli Hatzfeld per successione femminile 1806: al Granducato di Berg 1815: alla Prussia |
| Wildenstein | Signoria                                                                                                |                              |        | 1495: Divisa da Zimmern                                       | 1554: Annessa a Mötzkirch |
| Wimpfen | Città Imperiale                                                                                         | Provincia Sveva              | SW     |                                                               | 1803: Assegnata al Baden, ma annessa poco dopo al Granducato di Assia-Darmstadt |
| Windisch-Grätz | Contea (personale)                                                                                      | n/a                          | FR     | 1628                                                          | 1802: Divisa in Windisch-Grätz-Eglofs e Windisch-Grätz-Winteritz |
| Windisch-Grätz-Eglofs | Contea (personale)                                                                                      | n/a                          | FR     | 1802: Divisa da Windisch-Grätz                                | 1804: Ottenuta Eglofs dagli Abensberg-Traun (linea sveva) |
| Windisch-Grätz-Winteritz | contea                                                                                                  | n/a                          | n/a    | 1802: Divisa da Windisch-Grätz                                | |
| Windsheim | Città Imperiale                                                                                         | Provincia di Franconia       | SW     | 1284                                                          | 1500: Provincia di Franconia 1803: alla Baviera |
| Winneburg | 1616: Signoria del Sacro Romano Impero 1652: Contea Imperiale (per la casa di Metternich)               | Provincia del Basso Reno     |        |                                                               | 1637: a Trier 1652: al Principe di Metternich |
| Wittgenstein | 1174: Contea di Witgenstein 1792: Principato Imperiale                                                  |                              |        |                                                               | 1357: Estinzione della linea principale dei Conti di Wittgenstein. La porzione più grande della Contea passa ai Conti di Sponheim cambiando nome in Conti di Sayn e Wittgenstein 1603: Divisa in Wittgenstein-Berleburg e Wittgenstein-Wittgenstein 1808: al Granducato di Berg 1815: alla Prussia |
| Wohlau | Principato                                                                                              |                              |        |                                                               | |
| Wolfegg | Signoria 1628: Contea del Sacro Romano Impero                                                           |                              |        |                                                               | a Waldburg |
| Wolfstein | Signoria                                                                                                |                              |        | 1217                                                          | Divisa molte volte 1383: Annessa a Allersberg |
| Worms | Vescovato                                                                                               | Provincia dell'Alto Reno     | EC     | 861                                                           | 1793: Consiglio dei Principi 1803: Annessa al Granducato d'Assia-Darmstadt |
| Worms | Città Imperiale                                                                                         | Provincia dell'Alto Reno     | RH     | 1074                                                          | Annessa alla Francia nel 1789 1816: Annessa al Granducato d'Assia |
| Wurmbrand-Stuppach Conte del Sacro Romano Impero di Wurmbrand-Stuppach, Barone di Steyersberg, Reittenau | 1607: Baronia del Sacro Romano Impero 1701: Contea del Sacro Romano Impero                              |                              |        | 1701                                                          | 1726: Stato Imperiale |
| Württemberg Wurttemberg Wirtemberg Duca Reggente in Svevia, Duca di Teck, Hohenlohe; Langravio di Tübingen; Principe di Mergentheim, Ellwangen, Zweifalten, Gran Signore dei Principati di Buchau, Waldburg, Baldern, Ochsenhausen, Neresheim; Conte di Gröningen, Limpurg, Montfort, Tettnang, Hohenberg, Biberach, Schecklingen, Egloffs; Gran Signore delle Signorie di Aulendorf, Scheer-Friedberg, Roth, Baindt, Isny; Signore di Altdorf, Leutkirch, Heidenheim, Justingen, Krailsheim e delle città danubiane di Ulma, Rothweil, Heilbronn, Hall, Wiesensteig, etc | Ducato                                                                                                  | Provincia Sveva              | PR     | 1089                                                          | c1083: Signoria 1135: Contea 1441: Diviso in Württemberg-Stoccarda e Württemberg-Urach 1496:Riunito 1519 - 1534: Annesso all'Austria 1617: Diviso in Württemberg-Brenz-Weiltingen, Württemberg-Mömpelgard, Württemberg-Neuenburg, Württemberg-Neustadt e Württemberg-Stoccarda 1733: Riunito 1803: Elettorato 1806: Regno |
| Württemberg-Bernstadt | Ducato                                                                                                  | n/a                          | n/a    | 1664: Diviso da Württemberg-Öls                               | 1697: Annesso a Württemberg-Öls |
| Württemberg-Brenz-Weiltingen | Ducato                                                                                                  | n/a                          | n/a    | 1617: Diviso da Württemberg-Stoccarda                         | 1635: Diviso in Württemberg-Öls e Württemberg-Weiltingen |
| Württemberg-Juliusburg | Ducato                                                                                                  | n/a                          | n/a    | 1669: Diviso da Württemberg-Öls                               | 1694: Annesso a Württemberg-Öls |
| Württemberg-Mömpelgard | Ducato                                                                                                  | n/a                          | PR     | 1617: Diviso da Württemberg-Stoccarda                         | 1684 - 1697: Conquistato dalla Francia 1723: Annessa a Württemberg-Stoccarda |
| Württemberg-Neuenburg | Ducato                                                                                                  | n/a                          | n/a    | 1617: Diviso da Württemberg-Stoccarda                         | 1641: Annesso al Württemberg-Stoccarda |
| Württemberg-Neuenburg | Ducato                                                                                                  | n/a                          | n/a    | 1649: Diviso da Württemberg-Stoccarda                         | 1671: Annesso al Württemberg-Stoccarda |
| Württemberg-Neustadt | Ducato                                                                                                  | n/a                          | n/a    | 1617: Diviso da Württemberg-Stoccarda                         | 1641: Annesso a Württemberg-Stoccarda |
| Württemberg-Neustadt | Ducato                                                                                                  | n/a                          | n/a    | 1649: Diviso da Württemberg-Stoccarda                         | 1742: Annesso a Württemberg-Stoccarda |
| Württemberg-Öls | Ducato                                                                                                  | n/a                          | n/a    | 1635: Diviso da Württemberg-Brenz-Weiltingen                  | 1664: Diviso in se stesso e Württemberg-Bernstadt 1669: Diviso in se stesso e Württemberg-Juliusburg 1745: Rinominato Württemberg-Öls-Bernstadt |
| Württemberg-Öls-Bernstadt | Ducato                                                                                                  | n/a                          | n/a    | 1735: Rinominato da Württemberg-Öls                           | 1792: Annesso a Württemberg-Stoccarda |
| Württemberg-Stoccarda | Contea, Ducato dopo il 1495                                                                             | Provincia Sveva              | PR     | 1441: Divisa dal Württemberg                                  | 1496: Unita con Württemberg-Urach per formare il Württemberg |
| Württemberg-Stoccarda | Ducato                                                                                                  | Provincia Sveva              | PR     | 1617: Divisa da Württemberg                                   | 1649: Diviso in se stesso, Württemberg-Neuenburg e Württemberg-Neustadt 1674: Diviso in se stesso e Württemberg-Winnental 1792: Rinominato Württemberg |
| Württemberg-Urach | Contea, Ducato dopo il 1495                                                                             | n/a                          | n/a    | 1441: Diviso da Württemberg                                   | 1496: Annesso al Württemberg-Stoccarda |
| Wurttemberg-Weiltingen Duca di Württemberg e Teck, in Slesia, Öls, Bernstadt, Conte di Mömpelgard, Signore di Heidenheim, Sternberg, Medzibor | Ducato                                                                                                  | n/a                          | n/a    | 1635: Diviso da Württemberg-Brenz-Weiltingen                  | 1735: Annesso al Württemberg-Stoccarda |
| Württemberg-Winnental | Ducato                                                                                                  | n/a                          | n/a    | 1674: Diviso da Württemberg-Stoccarda                         | 1733: Annesso al Württemberg-Stoccarda |
| Würzburg | Vescovato                                                                                               | Provincia di Franconia       | EC     | 1168                                                          | 1441: i Principi Vescovi si affidano al Duca di Franconia 1500: Provincia di Franconia 1793: Consiglio dei Principi 1802: Annesso alla Baviera 1803: Secolarizzato alla Baviera (Granducato) |